# Cantón de Le Montet
El cantón de Le Montet era una división administrativa francesa, que estaba situada en el departamento de Allier y la región de Auvernia.

## Historia
A finales del siglo XIX se denominaba Cantón de Le-Montet-aux-Moines.

## Composición
El cantón estaba formado por once comunas:
- Châtel-de-Neuvre
- Châtillon
- Cressanges
- Deux-Chaises
- Le Montet
- Le Theil
- Meillard
- Rocles
- Saint-Sornin
- Treban
- Tronget

## Supresión del cantón de Le Montet
En aplicación del Decreto nº 2014-265, de 27 de febrero de 2014, el cantón de Le Montet fue suprimido el 22 de marzo de 2015 y sus once comunas pasaron a formar parte del nuevo cantón de Souvigny.